# Viola cotyledon
Viola cotyledon är en violväxtart som beskrevs av Ging.. Viola cotyledon ingår i släktet violer, och familjen violväxter. Inga underarter finns listade i Catalogue of Life.

## Bildgalleri

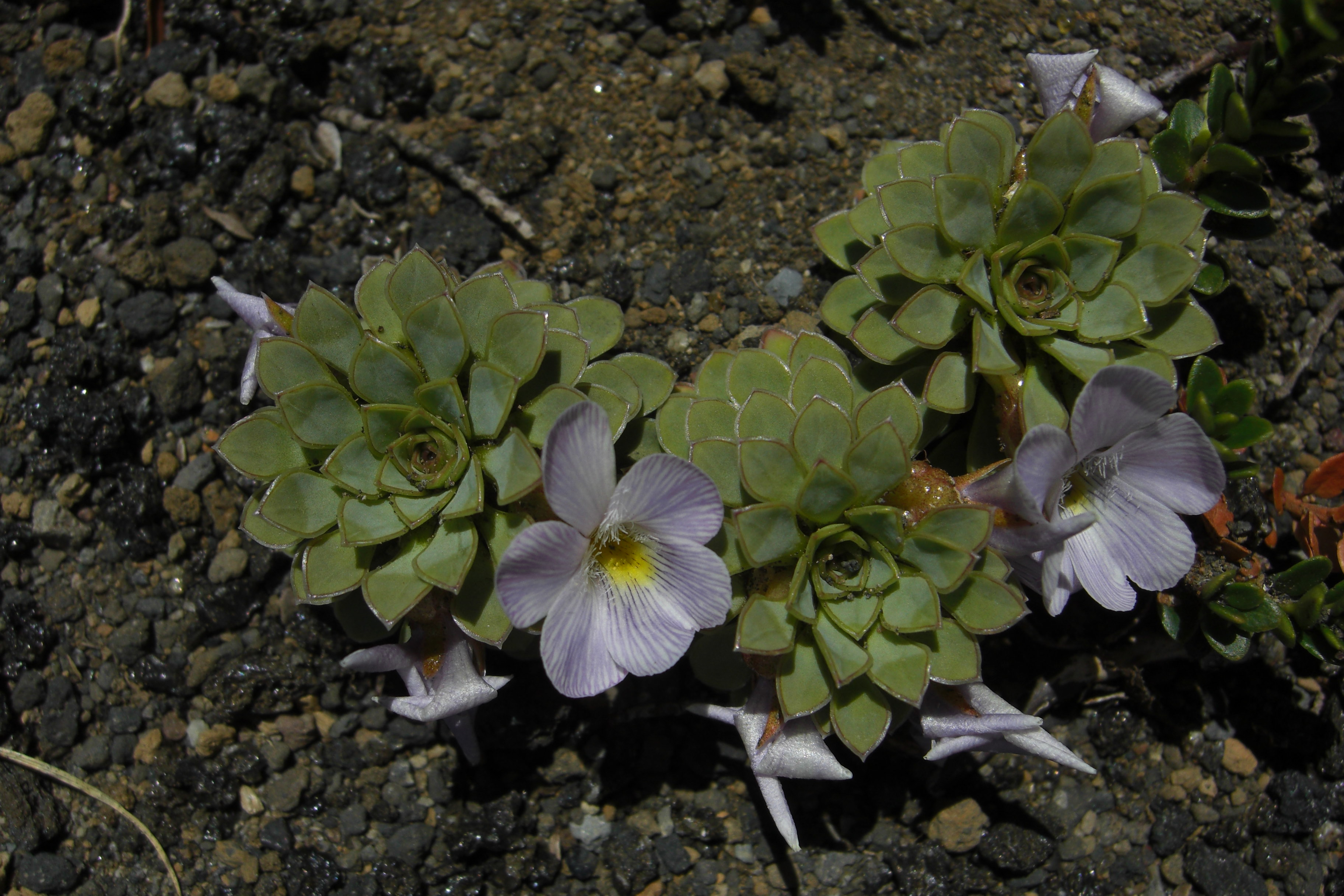
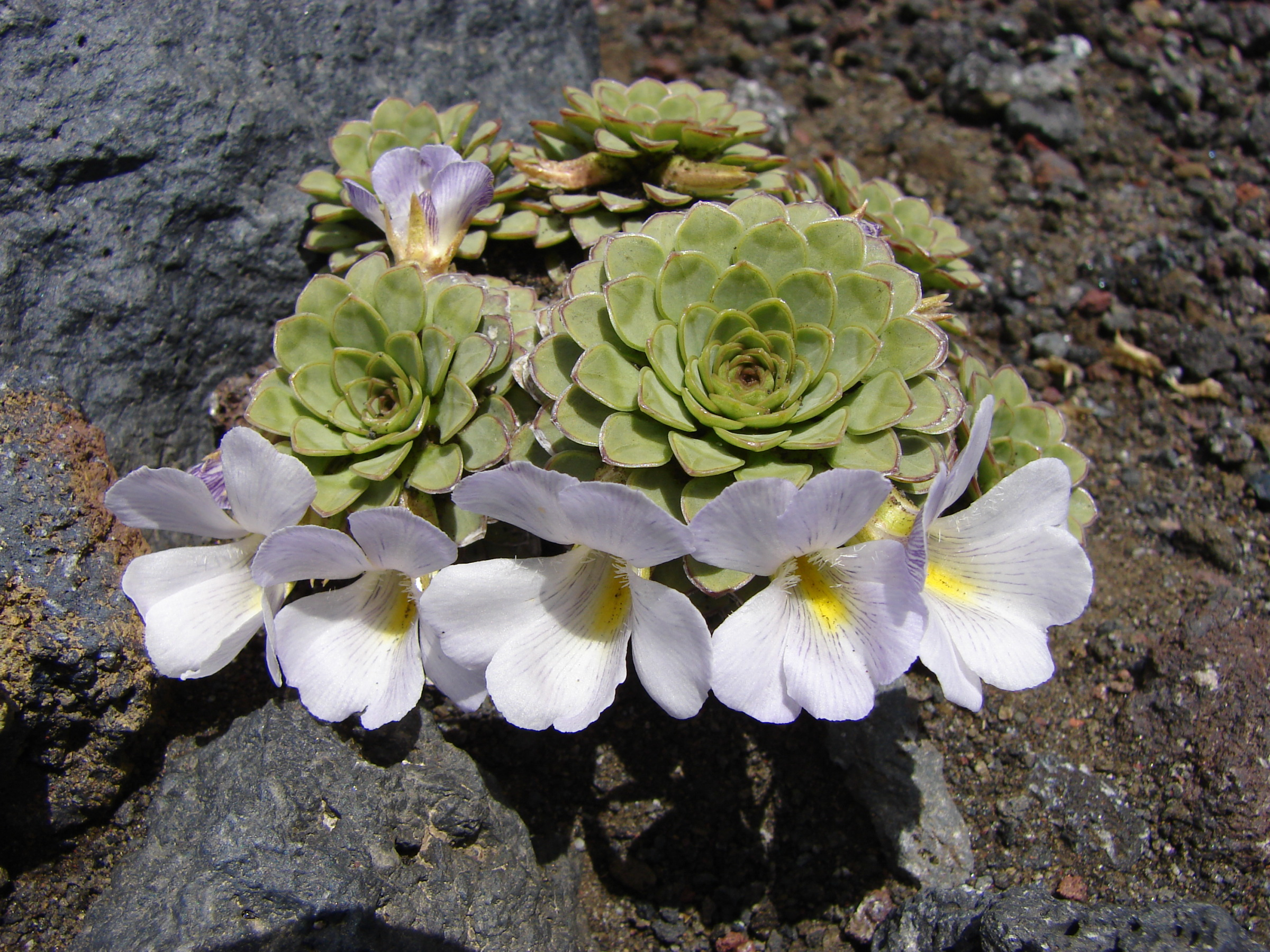